# رودو (بوسنی و هرزگوین)
رودو (بوسنی و هرزگوین) (به لاتین: Rudo) یک منطقهٔ مسکونی در بوسنی و هرزگوین است که در جمهوری صرب بوسنی واقع شده‌است. رودو ۳۴۷٬۶۳ کیلومتر مربع مساحت و ۸٬۸۳۴ نفر جمعیت دارد.